# Eugène Bois-Viel
Pour les articles homonymes, voir Bois (patronyme) et Viel.
Eugène Bois-Viel, né le 18 décembre 1808 à Châteaulin (Finistère) et mort le 8 mai 1875 à Paris, est un homme politique français.

## Biographie
Négociant à Châteaulin, il est député du Finistère de 1865 à 1870, succédant à Bois de Mouzilly, auquel il est apparenté. Il siège au sein de la majorité dynastique.

## Sources
- « Eugène Bois-Viel », dans Adolphe Robert et Gaston Cougny, Dictionnaire des parlementaires français, Edgar Bourloton, 1889-1891 [détail de l’édition]